# Wash Pass
Wash Pass(ウォッシュパス)は、スマートフォンアプリを使って月額定額で、セルフ洗車機が利用できるサブスクリプションサービスである。

## 概要
Wash Pass(ウォッシュパス)は、ダイフク製洗車機の販売・サービスを行っているダイフクプラスモアと共同で販売している、セルフ洗車機用スマートフォンアプリ「＠Wash System(アットウォッシュシステム)」を使って、月額定額でセルフ洗車機が利用できるサブスクリプションサービス。

月額は、店舗ごと、プランごとに異なる。

2021年12月に、トヨタ自動車のクルマのサブスクリプションサービスを展開するKINTOと業務提携を行う。

2023年3月14日現在、導入店舗数は137。都道府県すべてにあるわけではなくバラつきがある。

## 「Wash Pass」の使い方
ご希望店舗のアプリをスマートフォンにダウンロードし、プランを選択。

店舗では、洗車機の操作パネルに二次元バーコードをかざし洗車スタート。
料金は店舗によって異なる。

## サービスの沿革
- 2019年2月 - 三重県桑名市でサービスを開始
- 2020年7月 - イメージキャラクターにラスカルが採用[7]
- 2021年12月 - トヨタ自動車のクルマのサブスクリプションサービスを展開するKINTOと業務提携
- 2021年4月 - ＠Wash Systemで、都度払いのキャッスレス洗車Wash Pay機能リリース